# Grafschaft Crépy
Die Grafschaft Crépy mit dem Hauptort Crépy-en-Valois bestand im 11. Jahrhundert als eine der Grafschaften, die – wie die Grafschaft Amiens, das Vexin und die Grafschaft Valois – im Besitz der gleichen Familie waren.
Raoul IV., Graf von Valois, Crépy und Vitry, vermählte seine Tochter Adele vor 1068 mit dem Grafen Heribert IV. von Vermandois. Als Raouls Enkel Simon von Crépy 1077 zurücktrat und ins Kloster ging, trat Heribert IV. im Valois seine Nachfolge an.
Als Graf von Crépy tritt noch auf:
- Rudolf I. le Vaillant (1102–1152), Graf von Vermandois, Valois, Amiens und Crépy, Seneschall von Frankreich 1131–1152, 1147 Regent von Frankreich, Sohn Hugos von Vermandois und Enkel Heriberts IV.

In der Folgezeit ging die Grafschaft Crépy in der Grafschaft Valois auf.